# Famille Cantoni
Pour les articles homonymes, voir Cantoni.
Cette page explique l’histoire ou répertorie les différents membres de la famille Cantoni.
 (août 2024).
Si vous disposez d'ouvrages ou d'articles de référence ou si vous connaissez des sites web de qualité traitant du thème abordé ici, merci de compléter l'article en donnant les références utiles à sa vérifiabilité et en les liant à la section « Notes et références ».
La famille Cantoni est une famille d'artistes italiens, des architectes d'origine tessinoise, originaire de Muggio près de  Mendrisio, des XVIIIe et XIXe siècles.

## Personnalités
- Pietro Cantoni  (? - ?)
  - Simone Cantoni  (1739-1818), son fils aîné.
  - Gaetano Cantoni (1745-1827), son fils cadet.